# کوبل
کوبل (به اسپانیایی: Cubel) یک دهستان در اسپانیا است که در استان ساراگوسا واقع شده‌است. کوبل ۵۸ کیلومتر مربع مساحت و ۱۹۸ نفر جمعیت دارد.